# Кастано-Примо
Кастано-Примо (італ. Castano Primo) — муніципалітет в Італії, у регіоні Ломбардія,  метрополійне місто Мілан.
Кастано-Примо розташоване на відстані близько 510 км на північний захід від Рима, 35 км на захід від Мілана.
Населення — 11 252 особи (2014).
Щорічний фестиваль відбувається останньої неділі жовтня. Покровитель — святий Зенон.

## Демографія
Населення за роками:

Станом на 1 січня 2023 року в муніципалітеті офіційно проживало 1246 іноземців з 56 країн, серед них 106 громадян країн Євросоюзу та 48 громадян України.

## Сусідні муніципалітети
- Бускате
- Камері
- Куджоно
- Лонате-Поццоло
- Маньяго
- Нозате
- Робеккетто-кон-Індуно
- Турбіго
- Ванцагелло